# Trychnophylla
Trychnophylla là một chi bướm đêm thuộc phân họ Tortricinae của họ Tortricidae.

## Các loài
- Trychnophylla taractica Turner, 1926